# Leptodontium viticulosoides
Leptodontium viticulosoides är en bladmossart som beskrevs av Roelof J.van der Wijk och Margadant 1960. Leptodontium viticulosoides ingår i släktet groddmossor, och familjen Pottiaceae. Inga underarter finns listade i Catalogue of Life.